# Stamos okupa2
Stamos okupa2 es una serie de TV emitida por la cadena La 1, producida por TVE y estrenada el 14 de septiembredel año 2012, que muestra las reacciones de un grupo de gente que decide ocupar una casa al escapar de una residencia de ancianos.

## Personajes
- Carmen Maura es Filomena Herranz "Lucía Piqueras"
- Marta Belenguer es María Encarnación de las Nieves López y Fernández "Encarni"
- Xisco Segura es Carlos García Herranz
- Anabel Alonso es Lola
- Adrián Lastra es Antonio "Pistolas"
- Alicia Hermida es Aurora Fernández "Aurorita"
- Lluís Marco es Mario Quinteros
- Juanma Cifuentes es Alonso Rodríguez
- Nazaret Aracil es Nuria "Nancy"
- Jesús Castejón es Arturo López
- Carlos Chamarro es Menéndez

### Cameos
- Esperanza Roy como ella misma
- Manuel Millan como Policía 1
- Fidel Betancourt
- José Antonio Sayagués
- Cook
- Lourdes Bartolomé
- Pablo Puyol
- Arlette Torres

## Episodios y audiencias
| Temporada | Temporada | Capítulos | Estreno                  | Final                  | Audiencia media | Audiencia media | Audiencia media |
| Temporada | Temporada | Capítulos | Estreno                  | Final                  | Espectadores    | Share           |                 |
| --------- | --------- | --------- | ------------------------ | ---------------------- | --------------- | --------------- | --------------- |
|           | 1         | 24        | 14 de septiembre de 2012 | 7 de diciembre de 2012 | 504 000         | 4 %             |                 |

| Capítulo        | Título original                | Fecha de emisión         | Espectadores | Share |
| --------------- | ------------------------------ | ------------------------ | ------------ | ----- |
| Temporada única |                                |                          |              |       |
| 1               | «Un desalojo, otra okupación»  | 14 de septiembre de 2012 | 1 357 000    | 8,8%  |
| 2               | «Todo por mi públiko»          | 24 de septiembre de 2012 | 1 007 000    | 6,3%  |
| 3               | «Convivencia okupa»            | 21 de septiembre de 2012 | 846 000      | 5,2%  |
| 4               | «Koliflower Power»             | 28 de septiembre de 2012 | 619 000      | 6,0%  |
| 5               | «Una kopa más»                 | 28 de septiembre de 2012 | 497 000      | 4,6%  |
| 6               | «Mercado komún»                | 5 de octubre de 2012     | 460 000      | 3,7%  |
| 7               | «Kalor inhumano»               | 5 de octubre de 2012     | 288 000      | 2,9%  |
| 8               | «Siempre nos kedará Venecia»   | 12 de octubre de 2012    | 658 000      | 5,5%  |
| 9               | «Los chicos kontra las chicas» | 12 de octubre de 2012    | 429 000      | 4,2%  |
| 10              | «El korto»                     | 19 de octubre de 2012    | 500 000      | 4,0%  |
| 11              | «Komida para 2»                | 19 de octubre de 2012    | 306 000      | 3,3%  |
| 12              | «Hijos únikos»                 | 26 de octubre de 2012    | 624 000      | 4,7%  |
| 13              | «Kuatro joyas y un funeral»    | 26 de octubre de 2012    | 463 000      | 4,4%  |
| 14              | «Chica de kalendario»          | 2 de noviembre de 2012   | 418 000      | 3,7%  |
| 15              | «La ventana indiskreta»        | 2 de noviembre de 2012   | 225 000      | 2,5%  |
| 16              | «Talleres okupas»              | 9 de noviembre de 2012   | 626 000      | 4,2%  |
| 17              | «No doy krédito»               | 9 de noviembre de 2012   | 491 000      | 3,9%  |
| 18              | «Deskanse en paz»              | 16 de noviembre de 2012  | 425 000      | 3,9%  |
| 19              | «Brikowoman llama»             | 23 de noviembre de 2012  | 454 000      | 3,5%  |
| 20              | «Mi karrera es lo primero»     | 23 de noviembre de 2012  | 288 000      | 2,8%  |
| 21              | «Toma el dinero y korre»       | 30 de noviembre de 2012  | 364 000      | 3,7%  |
| 22              | «¿Ke apostamos?»               | 30 de noviembre de 2012  | 247 000      | 3'2%  |
| 23              | «Kaída libre»                  | 7 de diciembre de 2012   | 614 000      | 4,2%  |
| 24              | «Karreteras infinitas»         | 7 de diciembre de 2012   | 487 000      | 4,3%  |

## Acusación de robo y polémica
Al poco de realizarse la serie, su creador y Jefe de Ficción de TVE, Fernando López Puig, confesó haber robado la idea de la misma (argumento, personajes, situaciones) a los guionistas Toni Betrán y Alberto Grondona, quienes le habían mandado el proyecto de serie un año antes. Fernando López Puig, en su defensa, precisó que la serie final no era idéntica al proyecto original, ya que había incluido un personaje (la actriz venida a menos) que había tomado prestado de la serie argentina Todos contra Juan.

## Premios
- Gerardo 2013: Peor serie nacional